# Cleome horrida
Cleome horrida là một loài thực vật có hoa trong họ Màng màng. Loài này được Mart. ex Schult. & Schult.f. mô tả khoa học đầu tiên năm 1829.